# Pablo Caballero Cáceres
Pablo Leonardo Caballero Cáceres (Asunción, 25 giugno 1972) è un ex calciatore paraguaiano, di ruolo attaccante, tecnico dell'Independiente FBC.

## Carriera

### Club
Durante la sua carriera ha giocato con numerose squadre di club.

## Palmarès

### Giocatore

#### Competizioni nazionali
- Campionato paraguaiano: 2

Cerro Porteño: 1992, 1994